# Stryj
Stry, Stryj of Stryi (Oekraïens: Стрий, Russisch: Стрый, Pools: Stryj) is een Oekraïense stad gelegen in de rajon Stryivski van de oblast Lviv. Hemelsbreed ligt Stry ongeveer 66 km ten zuidwesten van de regionale hoofdstad Lviv, niet ver van de Karpaten.

## Geschiedenis
De stad was in de 15e tot 16e eeuw een bloeiend handelscentrum, omdat het tussen de belangrijkste handelsroutes van de steden Halytsj en Lviv lag, maar ook vanwege de steun van de Poolse koning Jan III Sobieski. In 1523 en in 1634 werd de stad verwoest door invallen van Tataren. Tijdens de Chmelnytskyopstand vestigde het Kozakkenleger zich in de stad, versterkt door het leger van prins  George II Rákóczi van Transsylvanië. Na de opdeling van het Pools-Litouwse Gemenebest in 1772 werd de stad een deel van Oostenrijk-Hongarije.
In 1872-1875 was de stad aangesloten op een spoorwegnet. Het eerste houten treinstation werd gebouwd in 1875. In die tijd begon ook het proces van industrialisatie. In 1886 brandde de stad bijna compleet af.
Van oktober 1914 tot mei 1915 werd Stryi bezet door het Keizerrijk Rusland. In 1915, tijdens de Eerste Wereldoorlog, kwamen zo'n 33.000 Russische soldaten om in de buurt van Stry. Op 1 november 1918 vond er een gewapende opstand plaats in de stad, waarna de stad onderdeel werd van de West-Oekraïense Volksrepubliek. De stad werd in mei 1919 vervolgens overgedragen aan Polen (maar werd pas erkend in het Verdrag van Warschau van 1920 en vervolgens in het Vredesverdrag van Riga van 1921). Volgens de Poolse volkstelling van woiwodschap Stanisławów in 1931 bestond de bevolking uit 35,6% Joden, 34,5% Polen, 28% Oekraïners en 1,6% Duitsers. In 1939 werd Stryi weer een onderdeel van de Oekraïense Socialistische Sovjetrepubliek.

## Bevolking
Op 1 januari 2021 telde de stad Stry naar schatting 59.608 inwoners. Het aantal inwoners vertoont al meerdere jaren een langzaam maar geleidelijk dalende trend: in 1991 had de stad nog 68.200 inwoners.
In 2001 bestond de stad nagenoeg uitsluitend uit etnische Oekraïners (63.104 personen - 99,4%). Buiten 267 etnische Russen (0,4%) waren er geen andere vermeldenswaardige minderheden.

## Geboren
- Zbigniew Messner (1929-2014), Pools econoom, communist en politicus
- Louis Begley (1933), Joods-Amerikaanse romanschrijver
- Svjatoslav Sjevtsjoek (1970), Oekraïens geestelijke en grootaartsbisschop
- Maria Moezytsjoek (1992), Oekraïens schaakster

## Afbeeldingen

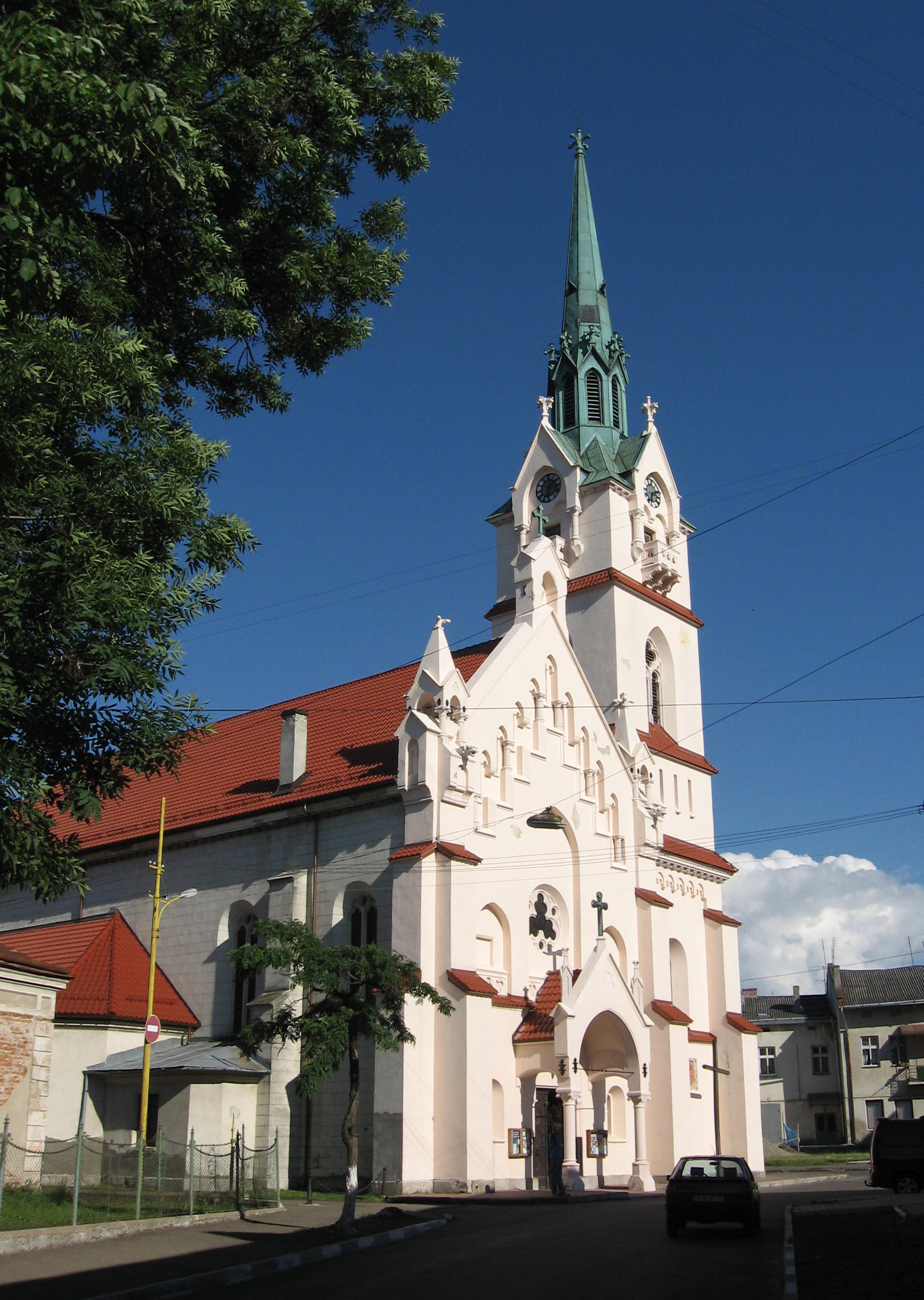
De Katholieke Kerk van de Heilige Maagd Maria
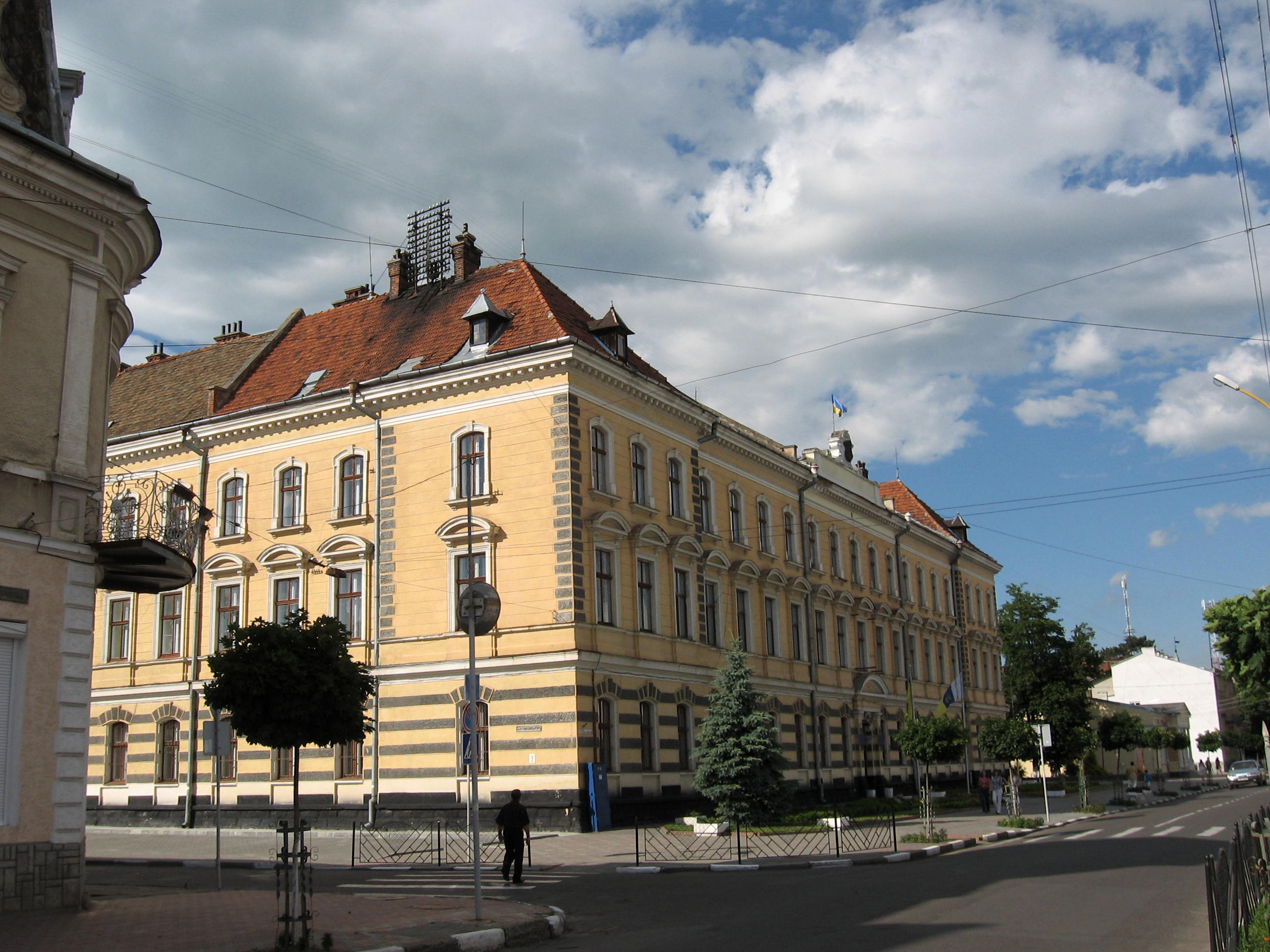
Gemeentehuis van Stryj
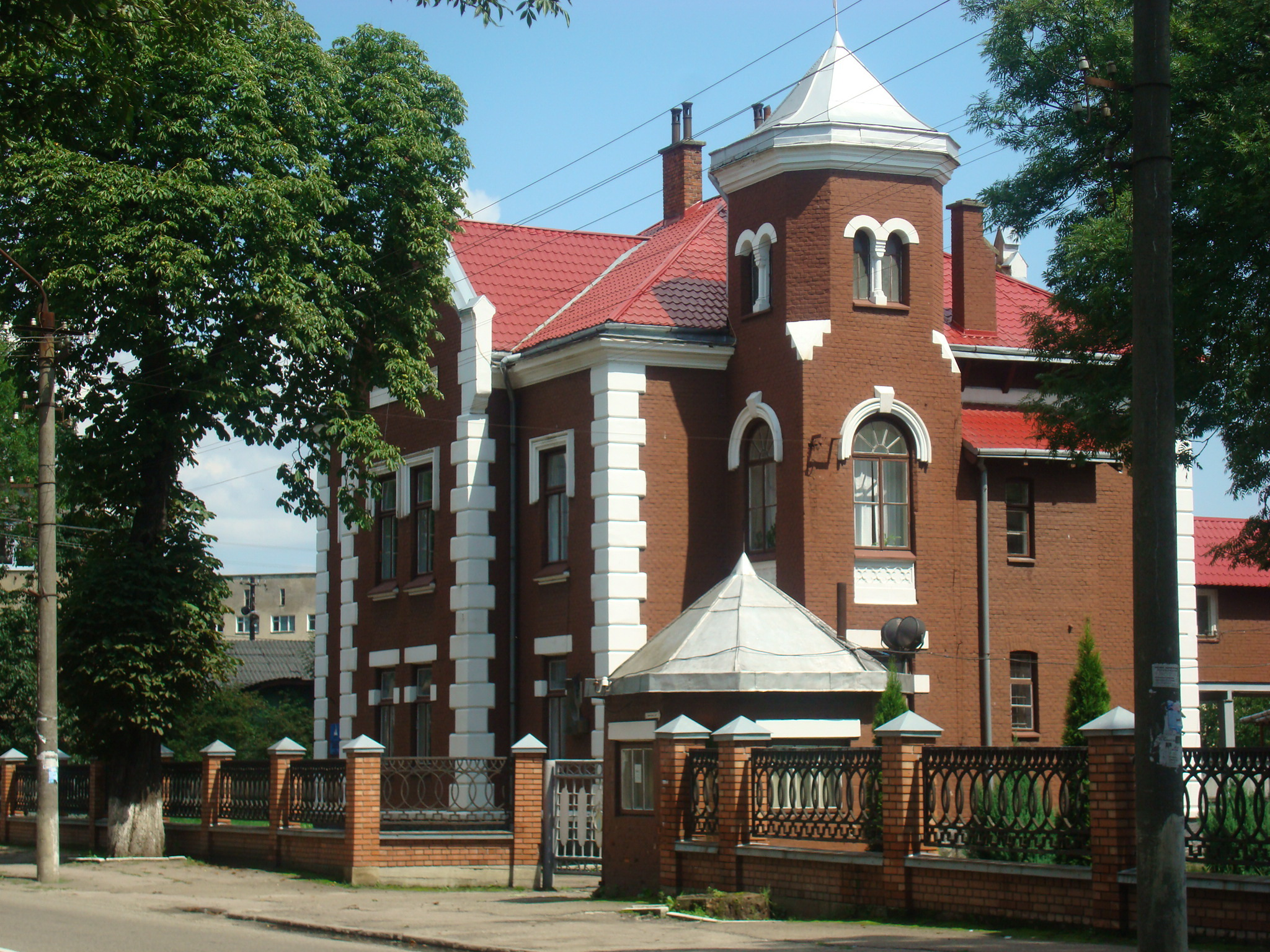
Gaskantoor
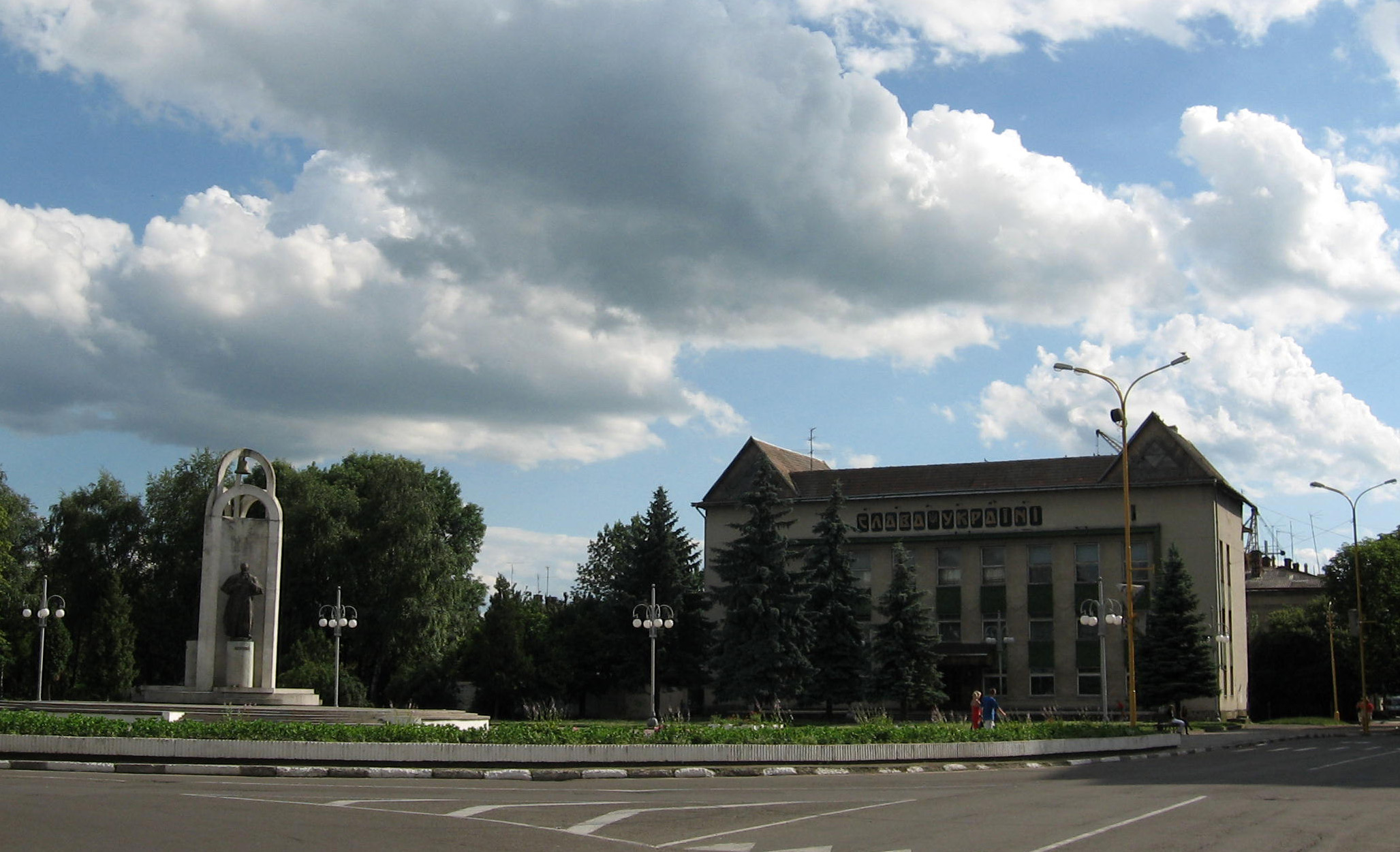
Een plein
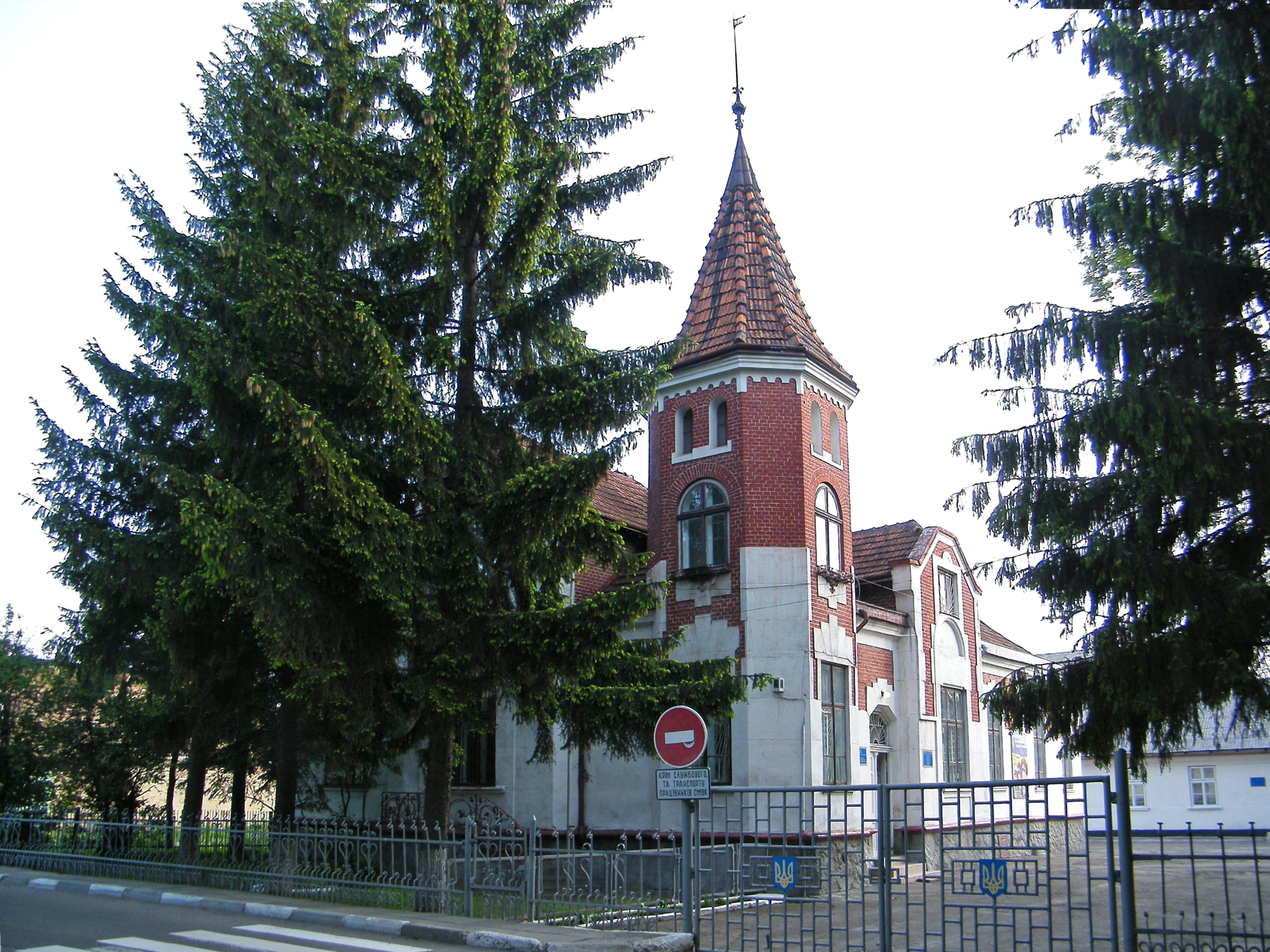
Het Militair Commissariaat